# 桝村聡
桝村 聡（ますむら さとし、1958年（昭和33年）10月20日 - ）は日本の実業家、高砂香料工業代表取締役。

## 来歴・人物
千葉大学で合成化学を学んだ後、高砂香料工業に入社。
2019年1月12日、フランス大使公邸で行われた叙勲式では、ティエリー・ダナ駐日大使により国家功労勲章シュヴァリエに叙さる。

## 経歴
- 1983年4月、高砂香料工業入社
- 2008年4月、同社研究開発本部フレーバー研究所長
- 2012年7月、同社執行役員研究開発本部長
- 2013年6月、同社取締役常務執行役員研究開発本部長
- 2014年5月、同社代表取締役社長執行役員研究開発本部長兼安全統括本部長